# Trine Skei Grande

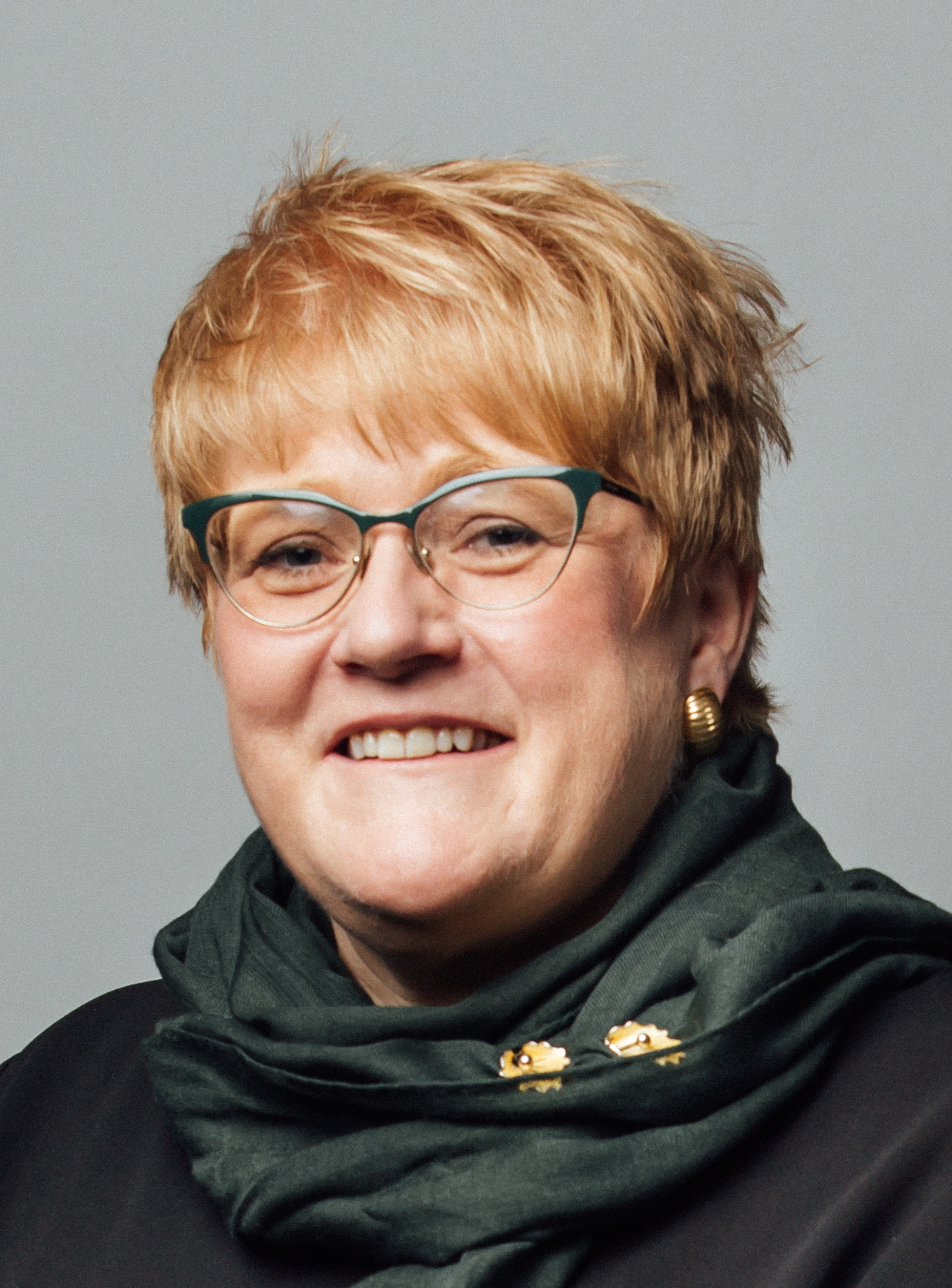
Trine Skei Grande, 2019

Trine Skei Grande (* 2. Oktober 1969 in Overhalla) ist eine norwegische Politikerin der sozialliberalen Partei Venstre, deren Vorsitzende sie von 2010 bis September 2020 war. Sie war von Januar 2018 bis Januar 2020 Kulturministerin in der Regierung Solberg, von Januar 2020 bis März 2020 übte sie das Amt der Bildungs- und Integrationsministerin aus. Von 2001 bis 2021 war Grande Abgeordnete im Storting.

## Leben
Von 1987 bis 1989 war sie Vorsitzende der Jugendpartei Unge Venstre in Nord-Trøndelag. Seit 1990 ist sie Mitglied des Parteivorstands von Venstre. Zwischen 1997 und 2000 führte sie ihre Partei in der Stadt Oslo an. Im Jahr 2000 wurde sie zur stellvertretenden Vorsitzenden gewählt, seit 2010 ist sie die Parteivorsitzende.
Grande war zwischen 1991 und 1995 Abgeordnete im Fylkesting der damaligen Provinz Nord-Trøndelag. Von 1997 bis 2003 saß sie im Osloer Stadtrat. Sie ist seit 2001 als Repräsentantin für Oslo Mitglied im Storting und dort in verschiedenen Ausschüssen tätig. Zwischen 2001 und 2005 sowie zwischen 2009 und 2018 war sie Fraktionsvorsitzende ihrer Partei. 2015 boykottierte sie gemeinsam mit der sozialdemokratischen Abgeordneten Marit Nybakk eine Reise des Auswärtigen Ausschusses in den Iran, da sie nicht damit einverstanden war, eine Kopfbedeckung tragen zu müssen.

### Ministerin
Nach der Parlamentswahl im Herbst 2017 wurde Grande im Januar 2018 zur Kulturministerin ernannt. Mit der Beteiligung der christdemokratischen Kristelig Folkeparti (KrF) an der Regierung ging das Ressort Gleichstellung vom nun KrF-geführten Ministerium für Kinder und Familie über in Grandes Zuständigkeitsbereich.  Am 24. Januar 2020 wechselte sie nach einer größeren Kabinettsumbildung nach dem Regierungsaustritt der Fremskrittspartiet (FrP) ins Ministerium für Bildung und Integration.

### Rückzug aus der Politik
Am 5. März 2020 erklärte der Wahlausschuss der Venstre-Partei, dass Grande weiter Parteivorsitzende bleiben sollte. Dies geschah, nachdem es länger innerparteiliche Auseinandersetzung gab und die Parteivorstände in mehreren Provinzen Grande baten, zurückzutreten. Ein Parteitag im April hätte sie zur Vorsitzenden wählen müssen. Am 11. März gab Grande ihren Beschluss bekannt, sich von der Wiederwahl als Parteivorsitzende zurückzuziehen. Sie wird des Weiteren aus der Regierung austreten und bei der Parlamentswahl 2021 nicht mehr antreten. Am 13. März 2020 wurde Guri Melby als ihre Nachfolgerin für den Ministerposten vorgestellt. Da wegen der COVID-19-Pandemie der Parteitag jedoch abgesagt werden musste, blieb sie bis September 2020 weiter Parteivorsitzende.
Im November 2020 wurde das Buch Oppreist veröffentlicht, in dem sie ihre politische Karriere und die Zeit als Venstre-Vorsitzende und Ministerin aus ihrer Sicht schilderte. Grande gab im Januar 2021 bekannt, dass sie das Faktencheck-Netzwerk The International Fact-Checking Network für den Friedensnobelpreis nominiert habe. Im Herbst 2021 schied sie aus dem Storting aus.
Nach ihrer Zeit im Storting begann sie als Konsulentin für das Kommunikationsagentur Footprint zu arbeiten. Im Januar 2024 wurde bekannt, dass sie im April 2024 den Posten als Geschäftsführerin des Verlegerverbands Forleggerforening übernehmen werde.

## Werke
- Oppreist. Aschehoug, 2020